# Comuna Krasne, Bahmaci
Krasne (în ucraineană Красне) este o comună în raionul Bahmaci, regiunea Cernihiv, Ucraina, formată din satele Karpenkove, Krasne (reședința), Pîrohivka și Tasuiv.

## Demografie
Componența lingvistică a comunei Krasne
     Ucraineană (98,49%)
     Rusă (1,03%)
     Alte limbi (0,34%)
Conform recensământului din 2001, majoritatea populației comunei Krasne era vorbitoare de ucraineană (98,49%), existând în minoritate și vorbitori de rusă (1,03%).